# لوي فيني
لوي فيني (بالإنجليزية: Lowe Finney)‏ هو سياسي أمريكي، ولد في 1 نوفمبر 1975. حزبياً، نشط في الحزب الديمقراطي. وقد انتخب عضو مجلس ولاية تينيسي.